# Amane Shankule
Amane Beriso Shankule (13 de octubre de 1991) es una deportista etíope que compite en atletismo. Ganó una medalla de oro en el Campeonato Mundial de Atletismo de 2023, en la prueba de maratón.

## Palmarés internacional
| Campeonato Mundial | Campeonato Mundial | Campeonato Mundial | Campeonato Mundial |
| Año                | Lugar              | Medalla            | Prueba             |
| ------------------ | ------------------ | ------------------ | ------------------ |
| 2023               | Budapest (Hungría) | Medalla de oro     | Maratón            |